# ブライアン・ハイリー
ブライアン・ハイリー（Brian Highley）は、イギリスの放送作家、クイズライター、雑誌ライター。

## 人物・来歴
1984年、英国版「トリビアル・パスート（Trivial Pursuit）」ボードゲームのクイズライターとして活躍。
海外版「トリビアル・パスート」が発売される際にも彼のクイズが適用され、後続版となったスウェーデンのボードゲーム「Insikt」、アメリカのボードゲーム「TimeTripper」等、各国のボードゲーム制作にも次々と参加。彼のクイズは世界中で使われるようになった。
1990年、英国放送 BBC1のクイズ番組「トリビアル・パスート（Trivial Pursuit）」クイズライターとして活躍。以後、トリビア・雑学の顔となり、多くのテレビ、雑誌、ラジオに出演。
元 ローリング・ストーンズのベーシスト、 ビル・ワイマンに関する英国版トリビアゲーム「ローリングストーンズコレクターズ・エディション（Rolling Stones Collector's Edition Trivial Pursuit Game）」も手掛けている。
自伝「In Pursuit of Trivia (トリビアの追及)」を出版。

## 著書
- In Pursuit of Trivia (トリビアの追及)（2015年）
- Stuff They Didn't Teach You in School (English Edition)(学校では教えてくれないこと)(2017年)

## 出演

### テレビ番組
- Trivial Pursuit（トリビアル・パスート）（1990年　イギリスBBC1）クイズライター